# Louise Bawden
Louise Bawden (7 de agosto de 1981) é uma jogadora de vôlei de praia australiana.

## Carreira
Nos Jogos Olímpicos de Verão de 2016 ela representou  seu país ao lado de Taliqua Clancy, caindo nas quartas-de-finais.